# Dita von Teese
Dita Von Teese (født 28. september 1972) er en amerikansk burlesquekunstner, model og skuespiller.

## Tidligt liv
Dita Von Teese blev født Heather Renée Sweet i Rochester, Michigan. Hun er den anden af tre søstre. Hendes mor var manicurist, og hendes far var maskinarbejder i et firma, der lavede grafit. Hun er af delvis armensk afstamning.
Von Teese er kendt for sin fascination af 1940'ernes filmstil og klassiske retrostil. Det begyndte i en ung alder og blev støttet af hendes mor, der ville købe tøj til hende. Hendes mor var en fan af gamle Hollywood-film, og det var fra hende, at Von Teese udviklede en fascination for skuespilfaget, og hun var især begejstret for Betty Grable.
Hun fik tidligt undervisning i balletdans og dansede solo i en alder af tretten ved en lokal ballet. Hun indarbejdede senere et element af ballet i sine burlesqueshows, hvor hun ofte danser en pointe.
Familien flyttede fra Michigan til Orange County, Californien, da hendes fars arbejdsplads flyttede, og Von Teese kom til at gå på University High School i Irvine.
Da Dita Von Teese blev teenager, tog hendes mor hende med ud at købe sin første bh, der var fremstillet af almindeligt hvidt bomuld, og gav hende et plastikæg, der indeholdt et par rynkede, kød-farvede strømpebukser. Von Teese siger, at hun var skuffet, da hun havde håbet at få tøj med blonder og strømper ligesom dem, hun havde set i sin fars Playboy-magasiner. Dette nærede hendes passion for lingeri. Hun arbejdede som sælger i en lingeributik, da hun var femten, efterhånden også som køber. Von Teese har været glad for at bære lingeri som korsetter og basquer med gammeldags lange strømper lige siden.
I college studerede Von Teese historiske kostumer og håbede på at kunne komme til at arbejde som stylist for periodefilm. Hun er uddannet kostumedesigner.

## Karriere

### Fetich- og glamourmodelarbejde
Von Teese opnåede en vis grad af anerkendelse i fetichverdenen ved at bære korset offentligt. Gennem mange år, hvor hun bar korset, havde hun reduceret sin naturlige talje til 56 cm, og hun kan snøres ned til 42 cm. I udgangspunktet var hun en tynd person, der måler 165 cm og vejer 52 kg.
Von Teese optrådte på en række forsider af fetichmagasiner, herunder Bizarre og Marquis. Det var omkring denne tid, hvor hun optrådte på forsiden af Midoris bog Den forførende japanske bondagekunst. Von Teese blev omtalt i Playboy i 1999, 2001 og 2002, med et billede i 2002.
Det tyske metalband Atrocity valgte hende som model på forsiden af deres album fra 2008, Werk 80 II.

## Filmografi
| År   | Film                                     | Rolle                                        | Noter                                                                          |
| ---- | ---------------------------------------- | -------------------------------------------- | ------------------------------------------------------------------------------ |
| 1995 | Romancing Sara                           | Allison                                      | Krediteret som 'Heather Sweet'                                                 |
| 1997 | Matter of Trust                          | Girl with C.T.                               | Krediteret som 'Heather Sweet'                                                 |
| 1999 | Pin-Ups 2                                |                                              | Krediteret som 'Dita'                                                          |
| 2000 | Decadence                                |                                              | Krediteret som 'Dita'                                                          |
| 2001 | Slick City: The Adventures of Lela Devin | Lela Devin                                   |                                                                                |
| 2001 | Tickle Party: Volume 2                   |                                              | Krediteret som 'Dita'                                                          |
| 2002 | Bound in Stockings                       |                                              |                                                                                |
| 2002 | Naked and Helpless                       |                                              |                                                                                |
| 2004 | Blooming Dahlia                          | Elizabeth Curt                               |                                                                                |
| 2004 | Lest We Forget: The Video Collection     | Girl In Martini Glass                        |                                                                                |
| 2005 | The Death of Salvador Dali               | Gala                                         | Vandt prisen som bedste kvindelige skuespiller ved Beverly Hills Film Festival |
| 2006 | Saint Francis                            | Soul, Pica Bernard                           |                                                                                |
| 2007 | Indie Sex: Extremes                      | sig selv                                     | Dokumentar                                                                     |
| 2007 | The Boom Boom Room                       | Adeline Winter                               | Filming                                                                        |
| 2011 | CSI: Crime Scene Investigation           | Agnes / Ellen Whitebridge / Rita von Squeeze | Episode: "A Kiss Before Frying"                                                |

## Eksterne links
- Wikimedia Commons har flere filer relateret til Dita von Teese
- Officiel hjemmeside Arkiveret 24. maj 2020 hos  Wayback Machine
- Dita von Teese på Internet Movie Database (engelsk)
- Dita von Teese på AlloCiné (fransk)
- Dita von Teese på AllMovie (engelsk)
- Dita von Teese på The Movie Database (engelsk)
- Dita von Teese på Adult Film Database (engelsk)
- Dita von Teese på Internet Adult Film Database (engelsk)